# Thelymitra cornicina
Thelymitra cornicina es una especie de orquídea perteneciente a la familia Orchidaceae que es endémica en Australia.

## Descripción
Es una orquídea de pequeño a mediano tamaño, que prefiere el clima fresco. Tiene hábito terrestre con una sola hoja, de color verde pálido. Florece en primavera en una inflorescencia erecta, de entre 20 y 50 cm de largo, con 1 a 8 flores.

## Distribución y hábito
Se encuentra en el oeste de Australia en las elevaciones desde el nivel del mar hasta los 250 metros en las zonas bajas arbustivas. 

## Taxonomía
Thelymitra cornicina fue descrita por Heinrich Gustav Reichenbach y publicado en Beitr. Syst. Pfl. 54. 1871.
Etimología
Thelymitra: nombre genérico que deriva de las palabras griegas thely = (mujer) y mitra = (sombrero), refiriéndose a la forma de  la estructura del estaminodio o estambre estéril en la parte superior de la columna que es llamado mitra.
cornicina: epíteto latino 
Sinonimia
- Thelymitra fasciculata Fitzg. F.Muell.[3]